# Arlington (Texas)
Arlington város az Amerikai Egyesült Államokban, Texas államban.
Arlington városa a Dallas – Fort Worth – Arlington megalopolisz része. 2007. július 1-jei adatok szerint lakossága eléri a 371 038 főt. Arlington Texas állam 7. legnagyobb városa, az Amerikai Egyesült Államokban az 50. Továbbá Arlington a legnépesebb tömegközlekedés nélküli város az USA-ban.
Fort Worth belvárosától körülbelül 19 kilométerre keletre, Dallas belvárosától 32 kilométerre nyugatra fekszik. Arlington ad otthont a Texas Rangers Ballpark-nak, valamint a Six Flags Over Texas vidámparknak. A Dallas Cowboys új stadionja építés alatt áll. A város határos Kennedale-lel, Grand Prairie-vel, Mansfielddel, Fort Worth-szel, valamint a kisebb Dalworthington Gardens és Pantego városával.

## Népesség
A település népessége az elmúlt években az alábbi módon változott:

| 2010 | 365 438 |
| 2020 | 394 266 |

## Testvérváros
- Franciaország, Reims

## Fordítás
- Ez a szócikk részben vagy egészben  az   Arlington, Texas című angol Wikipédia-szócikk fordításán alapul.  Az eredeti cikk szerkesztőit annak laptörténete sorolja fel. Ez a jelzés csupán a megfogalmazás eredetét és a szerzői jogokat jelzi, nem szolgál a cikkben szereplő információk forrásmegjelöléseként.